# Rasa de l'Espluga Negra
La Rasa de l'Espluga Negra és un torrent afluent per l'esquerra de la Rasa de Coll de Port, a la Vall de Lord.

## Descripció
Neix a 1.583 m. d'altitud a 200 m. a l'est de la masia de Planers, sota mateix del camí que des d'aquesta masia mena cap a la Coma Pregona. De direcció predominant N-S, passa a tocar de Cal Pere Marquès, punt en el qual travessa la carretera LV-4012 de Tuixent a La Coma, la torna a travessar 75 m més avall i desguassa a la Rasa de Coll de Port a 1.269 metres d'altitud després d'haver deixat a l'est Cal Joan del Batlle.

## Territoris que travessa
Fa tot el seu recorregut pel terme municipal de La Coma i la Pedra

## Xarxa hidrogràfica
La xarxa hidrogràfica de la Rasa de l'Espluga Negra està integrada per un total de 3 cursos fluvials dels quals 2 són subsidiaris de 1r nivell.
La totalitat de la xarxa suma una longitud de 2.394 m.